# Chuột Nậm Rốm
Những con chuột Nậm Rốm (tiếng Anh: Rats of Nam Yum) là những binh lính đào ngũ nội bộ khỏi quân đội Pháp tại trận Điện Biên Phủ trong chiến tranh Đông Dương lần thứ nhất.
"Chuột" ở đây bao gồm binh lính Pháp, Binh đoàn Lê dương, người châu Phi, người Việt Nam và tộc người Thái không thể hoặc không muốn đào thoát sang Việt Minh để chống lại Pháp, nhưng miễn cưỡng tiếp tục chiến đấu như một phần của lực lượng Pháp. Được biết, phần lớn là người Đông Dương được tuyển mộ tại địa phương, cộng với những người lính tập xứ Algérie và Maroc.
Ước tính có khoảng một nghìn người, Đám lính "Chuột" này đều ẩn náu trong một phần của pháo đài Điện Biên Phủ trên vách đá nhìn ra sông Nậm Rốm (Nam Yum) để chờ tham chiến. Họ sống dựa vào khẩu phần ăn và thiết bị bị đánh cắp từ quân đội Pháp hoặc từ nguồn cung cấp bằng đường hàng không mà họ có thể đánh chặn. Thiếu nơi ẩn náu hoặc vật dụng xây dựng, họ đành đào hầm trú ẩn sống qua ngày.
Lịch sử Trận Điện Biên Phủ được xuất bản gần đây (2018) dựa trên các báo cáo của chỉ huy đội hiến binh pháo đài hòng gợi ý rằng số lượng "Chuột Nam Yum" đã được phóng đại trong đống tài liệu trước đó; và nhiều người không phải là lính đào ngũ mà ở lại với các đơn vị nhỏ bị tan rã hoặc vô tổ chức được rút lui khỏi hỏa tuyến và phân tán dọc theo bờ sông. Mặc dù không tham gia thực chiến trong giai đoạn cuối của cuộc bao vây, nhưng một số lính này đã thực hiện vai trò hỗ trợ; thu thập và mang quân dù tới đơn vị đồn trú chính.